# Neoris malaisei
Neoris malaisei är en fjärilsart som beskrevs av Felix Bryk 1944. Neoris malaisei ingår i släktet Neoris och familjen påfågelsspinnare. Inga underarter finns listade i Catalogue of Life.